# Пейзаж с каменным обрывом
«Пейзаж с каменным обрывом» (яп. 雪村周継筆　山水図) — роспись по горизонтальному свитку, созданная японским художником и дзэн-буддийским монахом Сэссоном Сюкэем, созданная примерно в конце XVI века. Работа выполнена при помощи туши, красок и бумаги. С 2015 года произведение, переданное в дар фондом Мэри и Джексона Бёрков, находится в собрании Метрополитен-музея в Нью-Йорке.
Идя по стопам Сэссю, Сэссон Сюкэй продолжил в XVI веке поддерживать и сохранять традиции японской живописи тушью. Как и Сэссю, Сэссон Сюкэй старался создавать выразительные и динамичные пейзажи, ограниченные в цветовом спектре, но выразительные и динамичные, при помощи свойств туши и приёмов её наложения. «Пейзаж с каменным обрывом», один из знаменитых сохранившихся свитков периода Муромати, демонстрирует удивительное чувство композиции, где художник выделил парящую среднюю часть работы ритмичными и чёткими штрихами. Этому, как и в другим пейзажам Сэссона Сюкэя, свойственны такие черты, как возвышенность и лаконичность. Художник умело пользуется градациями цвета туши от богатого чёрного оттенка до бледно-серого. Изменяющиеся оттенки туши и повторяющиеся формы образуют придуманный художником китайский горный пейзаж с рекой и людьми. Подобные виды Китая ко времени Сэссона Сюкэя уже успели стать популярным мотивом у художников Японии, которые внесли в него свой колорит. На переднем плане находится небольшая постройка и группа людей, от неё отходит мост через реку, переходящий в крутую горную тропу. Диагональными мазками Сэссон Сюкэй изображает текстуру скал и подчёркивает выгнутые формы арок и выступов у подножия скалы. На горе расположен ряд зданий, лес и скалы на дальнем плане окутаны туманом. Отдельными штрихами художник создаёт ощущение плавучести, будто бы дома парят в тумане. На работе представлено несколько людей в различных частях картины, что создаёт ощущение перспективы; несколько человек плывут в лодке по реке, ещё несколько находятся на берегу на переднем плане, кто-то перебирается по переправе через реку, ещё два человека находятся на дальнем плане возле гор. Историк Комита Мэй подчёркивает контраст между чётким и контрастным изображением моста и гор — сложного пути, который в конечном итоге ведёт в идиллическое место в горах, изображённое уже более мягкими мазками и оттенками.